# Euphyia indefinata
Euphyia indefinata är en fjärilsart som beskrevs av Grossbeck 1907. Euphyia indefinata ingår i släktet Euphyia och familjen mätare. Inga underarter finns listade i Catalogue of Life.